# Wojciech Jerzy Boduszyński
Wojciech Jerzy Boduszyński (ur. 22 kwietnia 1768 w Rzeszowie, zm. 22 sierpnia 1832 w Krakowie) – polski lekarz, profesor na Uniwersytecie Jagiellońskim, wykładał patologię, terapię ogólną, farmakologię i historię medycyny. 
Pochodził z Rzeszowa, był synem Michała i Teresy z Radawieckich. Studiował filozofię we Lwowie (trzy lata) i medycynę w Wiedniu, gdzie jego mistrzem był Jan Piotr Frank. W 1797 uzyskał dyplom lekarza. Odbył podróż naukową po Czechach, Węgrzech i Niemczech, po czym osiadł we Lwowie; później przeniósł się do Przemyśla, wreszcie do Tarnowa, gdzie w 1805 pełnił obowiązki lekarza powiatowego. W 1811 został profesorem Uniwersytetu Jagiellońskiego, był także od 1816 protomedykiem Wolnego Miasta Krakowa.
Jako pierwszy w Polsce wprowadził szczepienie przeciwko ospie (1801).